# Sa'ir
Sa'ir, també Saeer, Seir o Si'ir (àrab: سعير, Saʿīr) és una ciutat palestina de la governació d'Hebron, a Cisjordània, situada 8 quilòmetres al nord-est d'Hebron. Limita amb Beit Fajjar i al-Arroub al nord, Beit Ummar al nord-oest, Halhul a l'oest i Beit Einun i ash-Shuyukh al sud. El Mar Mort és just a l'est dels límits municipals de Sa'ir. Segons l'Oficina Central Palestina d'Estadístiques tenia 23.830 habitants el 2016.
Té jurisdicció municipal sobre 117,000 dúnams, 6,000 dels quals són sòl edificat i 11,715 sòl cultivat. Les principals activitats econòmiques a Sa'ir són l'agricultura i el mercat laboral d'Israel, encara que aquest últim ha estat afectat negativament a conseqüència de les restriccions israelianes després de la Segona Intifada el 2000-04. Les olives són el principal cultiu econòmic.

## Nom
Segons l'Applied Research Institute Jerusalem (ARIJ), Sa'ir "es va establir a la ciutat de Saeer (صعير) o Saiour (صعيور)", i durant l'era romana la vila era coneguda com a Sior. El Llibre de Josuè (15:54) menciona una vila en aquesta àrea anomenada Tsi`or (ציער, també transliterada Sior o Zior). El nom hebreu està relacionat amb una arrel que significa «petit».

## Història
S'hi ha trobat ceràmica romana d'Orient. En 1883 el Survey of Western Palestine del Fons per a l'Exploració de Palestina va escriure que «la tomba d'El 'Ais (Esaú), al sud de la vila, es troba en una cambra de 37 peus a l'est i a l'oest per 20 peus al nord i al sud, amb un mihrab a la paret sud. La tomba és de 12 peus de llarg, de 3 a 1/2 peus d'ample, de 5 peus d'alçada, coberta amb un drap verd fosc i un dosser amunt. Un ou d'estruç és penjat a prop. Al nord de la cambra es troba una sala avoltada d'igual a la grandària, i a l'est hi ha una cort oberta amb figueres, i un segon cenotafi rudement esglaonat, que es diu que és l'esclau d'Esau. Hi ha tombes tallades en roca al sud-oest d'aquest lloc.»

### Època otomana
En 1596 Sa'ir apareix als registres fiscals otomans com a part de la nàhiya de Halil al liwà d'al-Quds. Tenia una població de 72 llars musulmanes. Pagaven impostos sobre blat, ordi, cultius d'estiu, oliveres, cabres i/o ruscs.
L'explorador francès Victor Guérin va visitar la vila en la dècada del 1860, i va trobar que tenia 400 habitants. SWP va descriure Sa'ir en 1883 com «un poble de grandària moderada, en una vall envoltada de terra cultivada.» Els musulmans locals creien que un maqam («tomba de persona santa») situat a Sa'ir allotjava la tomba d'Esaú a qui es referien com a Aisa. El SWP va declarar que aquesta identificació era falsa i que la tomba d'Esaú estava a la Muntanya Seir bíblica.
Sota el nom Sa'in apareix en una llista de pobles otomans del 1870 on indica que té 84 cases i una població de 186, tot i que en el recompte de població només hi comptaven els homes.

### Època del Mandat Britànic
En el cens de Palestina de 1922, dut a terme per les autoritats del Mandat Britànic Sa'ir tenia 1.477 habitants, tots musulmans. En el cens de Palestina de 1931 la població total de Si'ir era de 1.967 musulmans en 388 cases habitades.
En el cens de 1945 la població de Si'ir era de 2.710 musulmans, que posseïen 92,423 dúnams de terra segons un estudi oficial de terra i població. 2.483 dúnams eren plantacions i regadius, 10.671 per a cereals, mentre 76 dúnams eren sòl edificat.

### Època moderna
Després de la Guerra araboisraeliana de 1948 i els acords d'armistici de 1949, Sa'ir va quedar sota un règim d'ocupació jordana. Des de la Guerra dels Sis Dies en 1967, Sa'ir ha romàs sota ocupació israeliana. La població del cens de 1967 realitzat per les autoritats israelianes era de 4.172 habitants.
Després dels acords d'Oslo de 1993, Sa'ir va ser designada dins de l'"Area B" donant a l'Autoritat Nacional Palestina (ANP) el control sobre els assumptes civils de la ciutat, mentre que Israel va mantenir el seu control sobre la seguretat. El 1997, l'AANP va establir un consell municipal escollit de 13 membres per administrar Sa'ir. Les seves fronteres municipals inclouen nombrosos pobles petits, com ara al-Uddeisa, ad-Duwwara, Irqan Turad, Kuziba, Wadi ar-Rum i Ras at-Tawil. Les famílies principals són Shlaldah, Froukh, Jaradat, Mtur, al-Jabarin, al-Kawazbeh i al-Turweh. Hakim Shlaldah fou escollit alcalde a les eleccions municipals de Palestina de 2005.
En gener de 2013, Rafat Jaradat, de 30 anys, de Sa'ir, va morir a la presó cinc dies després que els israelians l'arrestessin. Fonts israelianes van dir que la seva mort va ser causada per un "atac cardíac sobtat mentre era interrogat", mentre que els funcionaris palestins van dir que Jaradat havia estat torturat mentre estava a la presó israeliana. El seu cos tenia contusions i costelles trencades, que els israelians van dir que provenien dels intents de reactivar-lo, mentre que el seu germà va dir que semblava que Jaradat havia estat severament colpejat.
Els candidats de Hamàs havien guanyat les eleccions al consell municipal, que són descrits en la premsa israeliana com a "afiliats a Hamàs," i com que "tenen estrets lligams amb Hamàs."
Entre octubre de 2015 i mitjans de gener de 2016 onze residents de Sa'ir van ser assassinats per l'exèrcit israelià en presumptes atacs contra soldats israelians. Gairebé la meitat d'ells van ser assassinats a la cruïlla amb Beit Einun on les FDI controlen l'accés a la ciutat.